# Dimitris Saravakos
Dimitris Saravakos (29 de Julho de 1961) é um ex-futebolista profissional grego, era atacante de oficio.

## Carreira
Começou no Panionios, passou também pelo Panathinaikos, onde foi artilheiro do Campeonato Grego, em 1991, e no AEK Atenas, retornou ao PAO para encerrar a carreira, jogou a Copa do Mundo de 1994.